# Fome no Iêmen desde 2016
A fome no Iêmen é uma das consequências da atual guerra civil no país e ameaça mais de 17 milhões de pessoas, incluindo 3.300.000 de crianças e mulheres grávidas ou lactantes sofrem de desnutrição aguda. Dos quais, mais de 100.000 crianças afetadas estão na província de Al Hudaydah, sendo a cidade de Al Hudaydah a área mais afetada da província. De acordo com o Conselho Norueguês de Refugiados, a fome no Iêmen alcançará "proporções bíblicas". A fome está sendo agravada por um surto de cólera, que está resultando em 5.000 novos casos diários.
A fome é o resultado direto da intervenção da coalizão liderada pela Arábia Saudita no Iêmen. O Iêmen já era a nação mais empobrecida da Península Arábica e do Oriente Médio, mas a guerra e o bloqueio marítimo, aéreo e terrestre pela coalizão liderada pela Arábia Saudita agravaram ainda mais a situação. De acordo com o gerente do porto de Al Hudaydah, que está sob o controle dos Houthis, remédios e alimentos não podem ir para Al-Hudaydah, já que os ataques aéreos arruinaram os guindastes industriais do porto em agosto de 2015. Os barcos de pesca, o principal meio de subsistência dos habitantes de Al Hudaydah foram destruídos por ataques aéreos sauditas deixando-os sem quaisquer meios para prover suas famílias.
Em outubro de 2018, as Nações Unidas alertaram que 13 milhões de pessoas enfrentam fome no que poderia ser "a pior fome do mundo em 100 anos". No mês seguinte, um relatório da Save the Children estimou que 85.000 crianças com idade inferior a cinco anos morreram de inanição. A fome foi comparada por alguns comentaristas ao Holodomor na Ucrânia soviética.